# Campeonato Brasileiro Série B 2004
In 2004 werd de 23ste editie van de Campeonato Brasileiro Série B gespeeld, de op een na hoogste voetbalcompetitie in Brazilië. De competitie werd gespeeld tussen 23 april en 11 december. De top acht stootte door naar de tweede fase die in twee groepen van vier verdeeld werd. De twee besten speelden de finalegroep, waarvan de eerste twee promoveerden naar de Série A. Brasiliense werd kampioen.

## Eerste fase
| Plaats | Club             | Wed. | W  | G  | V  | Saldo | Ptn. |
| ------ | ---------------- | ---- | -- | -- | -- | ----- | ---- |
| 1.     | Brasiliense      | 23   | 13 | 7  | 3  | 43:22 | 46   |
| 2.     | Náutico          | 23   | 14 | 3  | 6  | 46:27 | 45   |
| 3.     | Bahia            | 23   | 13 | 4  | 6  | 38:24 | 43   |
| 4.     | Ituano           | 23   | 12 | 6  | 5  | 41:20 | 42   |
| 5.     | Fortaleza        | 23   | 11 | 6  | 6  | 43:29 | 39   |
| 6.     | Marília          | 23   | 10 | 6  | 7  | 38:29 | 36   |
| 7.     | Avaí             | 23   | 10 | 6  | 7  | 28:30 | 36   |
| 8.     | Santa Cruz       | 23   | 10 | 5  | 8  | 35:25 | 35   |
| 9.     | Paulista         | 23   | 10 | 5  | 8  | 32:32 | 35   |
| 10.    | Caxias           | 23   | 10 | 4  | 9  | 30:32 | 34   |
| 11.    | Portuguesa       | 23   | 8  | 7  | 8  | 31:31 | 31   |
| 12.    | Ceará            | 23   | 9  | 3  | 11 | 30:33 | 30   |
| 13.    | Anapolina        | 23   | 9  | 3  | 11 | 25:29 | 30   |
| 14.    | Santo André      | 23   | 12 | 5  | 6  | 38:28 | 29   |
| 15.    | CRB              | 23   | 7  | 8  | 8  | 32:33 | 29   |
| 16.    | São Raimundo     | 23   | 8  | 4  | 11 | 31:36 | 28   |
| 17.    | Sport do Recife  | 23   | 7  | 7  | 9  | 24:31 | 28   |
| 18.    | Vila Nova        | 23   | 7  | 6  | 10 | 34:38 | 27   |
| 19.    | América de Natal | 23   | 7  | 5  | 11 | 22:36 | 26   |
| 20.    | Remo             | 23   | 5  | 10 | 8  | 30:40 | 25   |
| 21.    | América Mineiro  | 23   | 6  | 5  | 12 | 25:40 | 23   |
| 22.    | Joinville        | 23   | 6  | 0  | 17 | 24:42 | 18   |
| 23.    | Mogi Mirim       | 23   | 2  | 12 | 9  | 26:38 | 18   |
| 24.    | Londrina         | 23   | 4  | 5  | 14 | 19:40 | 17   |

|  | Geplaatst voor finalegroep |
|  | Degradatie naar Série C    |

## Tweede fase

### Groep A
| Plaats | Club        | Wed. | W | G | V | Saldo | Ptn. |
| ------ | ----------- | ---- | - | - | - | ----- | ---- |
| 1.     | Fortaleza   | 6    | 2 | 2 | 2 | 8:7   | 8    |
| 2.     | Brasiliense | 6    | 2 | 2 | 2 | 6:6   | 8    |
| 3.     | Ituano      | 6    | 2 | 2 | 2 | 7:9   | 8    |
| 4.     | Santa Cruz  | 6    | 1 | 4 | 1 | 8:7   | 7    |

### Groep B
| Plaats | Club    | Wed. | W | G | V | Saldo | Ptn. |
| ------ | ------- | ---- | - | - | - | ----- | ---- |
| 1.     | Bahia   | 6    | 4 | 1 | 1 | 8:5   | 13   |
| 2.     | Avaí    | 6    | 3 | 1 | 2 | 6:4   | 10   |
| 3.     | Náutico | 6    | 2 | 1 | 3 | 7:6   | 7    |
| 4.     | Marília | 6    | 1 | 1 | 4 | 4:10  | 4    |

|  | Geplaatst voor finalegroep |

## Finalegroep
| Plaats | Club        | Wed. | W | G | V | Saldo | Ptn. |
| ------ | ----------- | ---- | - | - | - | ----- | ---- |
| 1.     | Brasiliense | 6    | 4 | 0 | 2 | 8:5   | 12   |
| 2.     | Fortaleza   | 6    | 2 | 2 | 2 | 4:4   | 8    |
| 3.     | Avaí        | 6    | 2 | 2 | 2 | 4:5   | 8    |
| 4.     | Bahia       | 6    | 1 | 2 | 3 | 7:9   | 5    |

|  | Kampioen en promotie naar Série A |
|  | Promotie naar Série A             |